# العلاقات الأسترالية الصينية
يشير مصطلح العلاقات الأسترالية الصينية إلى العلاقات بين أستراليا والصين. تأسست أول قنصلية صينية في أستراليا في عام 1909، في حين نشأت العلاقات الدبلوماسية بين البلدين في عام 1941. واصلت أستراليا الاعتراف بحكومة جمهورية الصين بعد أن خسرت هذه الأخيرة الحرب الأهلية الصينية وانسحبت إلى تايوان في عام 1949، ولكن انتقلت أستراليا إلى الاعتراف بجمهورية الصين الشعبية في 21 ديسمبر من عام 1972. ازدهرت العلاقة بين الصين وأستراليا بشكل كبير على مر السنين، إذ تشاركت الدولتان نشاطًا اقتصاديًا وثقافيًا وسياسيًا في العديد من المنظمات مثل منتدى التعاون الاقتصادي لدول آسيا والمحيط الهادئ وقمة شرق آسيا ومجموعة العشرين. تُعتبر الصين أكبر شريك تجاري لأستراليا، واستثمرت في شركات التعدين الأسترالية بهدف المساعدة في تلبية احتياجات اقتصادها المتنامي.
بدأت العلاقات بين البلدين في التدهور في عام 2018 بسبب تزايد المخاوف من التأثير السياسي الصيني على مختلف قطاعات المجتمع الأسترالي بما في ذلك الحكومة والجامعات ووسائل الإعلام الأسترالية، وأيضًا بسبب موقف الصين من نزاع بحر الصين الجنوبي.

## العلاقات الثقافية
كانت أستراليا ملاذاً للمهاجرين الصينيين منذ قرون، إذ أثبتوا أنفسهم في يومنا هذا باعتبارهم مجموعة أقليات مهمة في المجتمع الأسترالي. يوجد الآن أعداد كبيرة من المهاجرين الصينيين المولودين في أستراليا والمهاجرين صينيي المولد من حاملي الجنسية الأسترالية في كل من مدينة ملبورن وسيدني وبريزبان، مع وجود مجتمعات صينية صغيرة في المراكز الإقليمية، وخاصة في فيكتوريا ونيوساوث ويلز. يوجد أيضًا أحياء صينية في كل مدينة أسترالية رئيسية بما في ذلك داروين، وتجري احتفالات عامة ضخمة برأس السنة الصينية في ملبورن وسيدني. يمتلك رئيس الوزراء السابق كيفين رود روابط قوية بالثقافة الصينية بعد أن درس اللغة الصينية في الجامعة الوطنية الأسترالية في كانبيرا، بالإضافة إلى زواج ابنته من رجل صيني، وتحدثه بلغة الماندرين بطلاقة.
تزوج نجل رئيس الوزراء السابق مالكولم تورنبول من امرأة صينية.أنشأت الصين العديد من المعاهد الكونفوشيوسية مع الجامعات الأسترالية في المدن الأسترالية الكبرى لتعزيز العلاقات الثقافية بين البلدين.

## العلاقات التعليمية
قصد الأستراليون الصين بهدف تلقي العلم منذ القرن التاسع عشر. انتقل ويليام مايرز إلى الصين للدراسة منذ عام 1859، وشارك في المفاوضات التي أدت إلى استيراد أول محرك للسكك الحديدية البخارية إلى الصين. كانت الصين بشكل عام الوجهة الأكثر شعبية للطلاب الأستراليين الذين يدرسون خارج البلاد في عام 2011، كما كانت الوجهة الأكثر شيوعًا للطلاب الأستراليين الذين يجرون دراسات قصيرة المدى في الخارج، والمقصد السابع الأكثر شعبية للدراسات طويلة المدى، بالإضافة لكونها الوجهة السابعة الأكثر شعبية فيما يخص المواضيع العملية. أصبح عدد الطلاب الأستراليين الذين يدرسون في الجامعات الصينية نحو 4700 طالبًا بحلول عام 2014، وكان من المتوقع أن ترسل الحكومة الأسترالية وفق خطة كولومبو الجديدة 525 طالبًا جامعيًا للدراسة في الصين في عام 2015.
يوجد أيضًا تاريخ عريق فيما يتعلق بسفر الطلاب الصينيين إلى أستراليا بقصد الدراسة. كانت الأرقام صغيرة في البداية إذ لم يدخل سوى 30 طالبًا صينيًا أستراليا بهدف الدراسة بين عامي 1912 و1920، ولكن مع حلول عام 1924 دخل نحو 300 طالب صيني أستراليا بهدف الدراسة، وكانوا في الغالب أبناء المقيمين الصينيين في أستراليا.
بدأت أستراليا في قبول الطلاب الصينيين في قطاع التعليم العالي في عام 1986 ضمن دورات مكثفة لتعليم اللغة الإنجليزية للطلاب الأجانب (ELICOS). وصل عدد الطلاب الصينيين الذين يدرسون في أستراليا في عام 1987 إلى عدة آلاف. منحت الحكومة الأسترالية الحماية لنحو 20 ألف طالب صيني في أستراليا في أعقاب احتجاجات ساحة تيانانمن لعام 1989. وأصبحت أستراليا منذ ذلك الحين إحدى أهم مقاصد الطلاب الصينيين فيما يخص التعليم العالي. تواجد أكثر من 126 ألف طالب صيني في أستراليا في أوائل عام 2011، وشكلوا 26% من إجمالي الطلاب الأجانب في أستراليا. كان هناك 150 ألف طالب صيني يدرسون في مؤسسات التعليم العالي في أستراليا حتى سبتمبر من عام 2011. بلغت قيمة سوق التصدير الأسترالي في قطاع التعليم لعام 2009/2010 نحو 19 مليار دولار أسترالي. ولّدت الطبيعة المتطورة للعلاقات الأسترالية الصينية في مجال التعليم نطاقًا مزدهرًا للمشاركة الثنائية للشباب مع المنظمات غير الحكومية مثل الجمعية الأسترالية الصينية للشباب والحوار الشبابي الأسترالي الصيني والمبادرة الأسترالية الصينية للمهنيين المحترفين، ولانخراط الصين ضمن مشروع يتلقى دعمًا حكوميًا وجامعيًا عالي المستوى لربط آلاف الشباب الأستراليين والصينيين بالتبادل الأكاديمي والثقافي والمهني.

## العلاقات الاقتصادية
بين الصين وأستراليا علاقات تجارية منذ عقود، فبكين أكبر شريك تجاري لكانبيرا في شراء المواد الغذائية والموارد الطبيعية الأسترالية، لكن العلاقات توترت بعد اتهام أستراليا للصين عام 2017 بالتدخل في سياساتها.

### قبل عام 1912
ظلت التجارة بين أستراليا والصين محدودة النطاق حتى القرن العشرين، على الرغم من وجود التجار الصينيين في أستراليا منذ عام 1750. استهدفت العلاقات التجارية الأسترالية الإمبراطورية البريطانية بشكل خاص، وشكلت التجارة مع الصين في الاتحاد في عام 1901 نحو 0.3% من التدفق التجاري للبضائع الأسترالية. استوردت أستراليا في ذلك الوقت بشكل رئيسي الشاي والأرز من الصين، بالإضافة إلى استيرادها لبعض الكماليات مثل الحرير منها. ضمت واردات الصين من أستراليا الحبوب على الرغم من كون المعادن مثل (الفضة والذهب والنحاس والرصاص الخام) أساس هذه الواردات.

### منذ عام 1912 وحتى عام 1972
برزت المنتجات الزراعية خلال أوائل القرن العشرين لتشكل حصة أكبر من الصادرات الأسترالية إلى الصين، مع تزايد الطلب على الزبدة والقمح الأستراليين. بدأت أستراليا في تصدير 950.825 رطلاً من الزبدة إلى الصين بحلول عام 1917- 1918، وازداد في الوقت نفسه الطلب الأسترالي على الحرير والمنسوجات الأخرى خلال أوائل القرن العشرين.
عطلت الحرب العالمية الثانية التجارة بين أستراليا والصين. أصبح الصوف سلعة أسترالية مستوردة مهمة في الصين خلال عقود ما بعد الحرب. أدى النقص الزراعي في الصين إلى ازدياد واردات القمح الأسترالي منذ ستينيات القرن الماضي، واستمرت الصين في تمثيل 1% فقط من تدفق التجارة السلعية في أستراليا مع حلول أوائل السبعينيات.

## العلاقات السياسية
بدت أستراليا مترددة -في ظل حكومة هوارد السابقة- في متابعة أي علاقات سياسية/عسكرية أوثق مع الصين، على الرغم من ازدهار العلاقات الاقتصادية بين البلدين بشكل كبير لصالح كل منهما، وحافظت أستراليا على دورها الذي أطلق عليه جورج دبليو بوش -بشكل مثير للجدل- لقب «نائب أمريكا» في منطقة آسيا والمحيط الهادئ.
تبرز الصين باعتبارها قوة سياسية واقتصادية في منطقة آسيا والمحيط الهادئ التي لطالما ارتكزت الولايات المتحدة عليها. تُعتبر أستراليا دولة وُسطى من ناحية القوة مثل العديد من الدول الآسيوية التي لديها تدابير أمنية مع الولايات المتحدة ولكنها تنمي علاقات اقتصادية مع الصين بنفس الوقت. ينظر 77% من الأستراليين إلى الصين على أنها شريك اقتصادي، بينما ينظر 15% منهم فقط إليها على أنها تهديد عسكري. ينظر 39% من الأستراليين إلى الصين على أنها تهديد عسكري محتمل لأستراليا خلال العشرين عامًا القادمة، بعد أن كانت هذه النسبة 48% في عام 2014.

### حكومة هوارد
احتجت الصين ووجهت انتقادات رسمية للحكومة الأسترالية، عندما استقبل رئيس الوزراء جون هاوارد الدالاي لاما في 15 يونيو من عام 2007.

### المكاتب الدبلوماسية
تقع السفارة الصينية في كانبرا في إقليم العاصمة الأسترالية. توجد أيضًا قنصليات صينية في المدن الكبرى مثل سيدني وملبورن وبريزبان وبرث.
تقع السفارة الأسترالية في بكين، وتمتلك أستراليا أيضًا قنصليات في المدن الكبرى مثل شانغهاي غوانزو وهونغ كونغ.

## مقارنة بين البلدين
هذه مقارنة عامة ومرجعية للدولتين:
| وجه المقارنة                                              | أستراليا                                   | الصين                    |
| --------------------------------------------------------- | ------------------------------------------ | ------------------------ |
| المساحة (كم2)                                             | 7.69 مليون                                 | 9.60 مليون               |
| عدد السكان (نسمة)                                         | 24.51 مليون                                | 1.33 مليار               |
| الكثافة السكانية (ن./كم²)                                 | 3.19                                       | 138.54                   |
| العاصمة                                                   | كانبرا، ملبورن                             | بكين                     |
| اللغة الرسمية                                             | لغة إنجليزية                               | اللغة الصينية القياسية   |
| العملة                                                    | دولار أسترالي، جنيه إسترليني، جنيه أسترالي | رنمينبي                  |
| الناتج المحلي الإجمالي (بليون دولار)                      | 1.32 تريليون                               | 12.24 تريليون            |
| الناتج المحلي الإجمالي (تعادل القوة الشرائية) بليون دولار | 1.10 تريليون                               | 19.82 تريليون            |
| الناتج المحلي الإجمالي الاسمي للفرد دولار أمريكي          | 56.31 ألف                                  | 8.03 ألف                 |
| الناتج المحلي الإجمالي للفرد دولار أمريكي                 | 45.92 ألف                                  | 13.21 ألف                |
| مؤشر التنمية البشرية                                      | 0.939                                      | 0.728                    |
| رمز المكالمات الدولي                                      | +61                                        | +86                      |
| رمز الإنترنت                                              | .au                                        | .cn، .中国 ‏، .中國 ‏      |
| المنطقة الزمنية                                           |                                            | توقيت الصين، ت ع م+08:00 |

## مدن متوأمة
في ما يلي قائمة باتفاقيات التوأمة بين مدن أسترالية وصينية:
- ترتبط City of Greater Geelong [الإنجليزية]‏ مع يانيونغانغ باتفاقية توأمة.
- ترتبط Wingecarribee Shire [الإنجليزية]‏ مع كايفنغ باتفاقية توأمة.
- ترتبط غيلونغ مع يانيونغانغ باتفاقية توأمة.
- ترتبط إبسوتش مع ونجو باتفاقية توأمة منذ 1 أبريل 2011.
- ترتبط تاونسفيل مع تشانغشو باتفاقية توأمة.[33]
- ترتبط City of Albury [الإنجليزية]‏ مع نانبينغ باتفاقية توأمة.
- ترتبط بورتلاند مع سوجو باتفاقية توأمة.
- ترتبط لوغان سيتي مع سوجو باتفاقية توأمة.
- ترتبط City of Frankston [الإنجليزية]‏ مع ووشي باتفاقية توأمة.
- ترتبط City of Cockburn [الإنجليزية]‏ مع يوييانغ باتفاقية توأمة.
- ترتبط سيدني مع غوانزو باتفاقية توأمة منذ 16 سبتمبر 1980.[34]
- ترتبط غريفيث مع هاربن باتفاقية توأمة.
- ترتبط City of Joondalup [الإنجليزية]‏ مع جينان باتفاقية توأمة منذ 1 سبتمبر 2004.[35]
- ترتبط بانباري مع جياشينغ باتفاقية توأمة.
- ترتبط بريزبان مع تشونغتشينغ باتفاقية توأمة منذ 1985.[36][36][36][36]
- ترتبط كيرنز مع زانجيانغ باتفاقية توأمة.
- ترتبط City of Perth [الإنجليزية]‏ مع نانجينغ باتفاقية توأمة منذ 23 أبريل 1979.[37][38][39]
- ترتبط City of Darebin [الإنجليزية]‏ مع خفي باتفاقية توأمة.
- ترتبط كانبرا مع بكين باتفاقية توأمة.[40]
- ترتبط City of Shoalhaven [الإنجليزية]‏ مع فوزهو باتفاقية توأمة منذ 15 أكتوبر 2003.
- ترتبط City of Greater Dandenong [الإنجليزية]‏ مع شوزهو باتفاقية توأمة.[41]
- ترتبط City of Wanneroo [الإنجليزية]‏ مع جويغانغ باتفاقية توأمة منذ 1987.[42][42][43][43]
- ترتبط لاونسستون مع تاي يوان باتفاقية توأمة منذ 1 نوفمبر 1965.
- ترتبط City of Merri-bek [الإنجليزية]‏ مع شيانيانغ باتفاقية توأمة.
- ترتبط ملبورن مع تيانجين باتفاقية توأمة منذ 21 يوليو 2004.[44][45]
- ترتبط وارنامبول مع تشانغتشون باتفاقية توأمة.
- ترتبط بنديجو مع تيانشوي باتفاقية توأمة.
- ترتبط دوبو مع مقاطعة ووجيانغ [الإنجليزية]‏ باتفاقية توأمة.
- ترتبط كوينزلاند مع شانغهاي باتفاقية توأمة منذ 1 أكتوبر 1984.

## منظمات دولية مشتركة
يشترك البلدان في عضوية مجموعة من المنظمات الدولية، منها:
| علم المنظمة | اسم المنظمة                                      | تاريخ انضمام أستراليا | تاريخ انضمام الصين |
| ----------- | ------------------------------------------------ | --------------------- | ------------------ |
|             | منتدى آسيان الإقليمي ‏                            | ?                     | ?                  |
|             | الاتحاد البريدي العالمي                          | ?                     | ?                  |
|             | بنك التنمية الآسيوي                              | 1966                  | 1986               |
|             | يونسكو                                           | 4 نوفمبر 1946         | 4 نوفمبر 1946      |
|             | البنك الدولي للإنشاء والتعمير                    | 5 أغسطس 1947          | 27 ديسمبر 1945     |
|             | منظمة الشرطة الجنائية الدولية                    | ?                     | ?                  |
|             | الأمم المتحدة                                    | 1 نوفمبر 1945         | 25 أكتوبر 1971     |
|             | منتدى التعاون الاقتصادي لدول آسيا والمحيط الهادئ | 6 نوفمبر 1989         | 2 أكتوبر 1991      |
|             | مؤسسة التنمية الدولية                            | 24 سبتمبر 1960        | 24 سبتمبر 1960     |
|             | مجموعة العشرين                                   | ?                     | ?                  |
|             | المنظمة الهيدروغرافية الدولية                    | ?                     | ?                  |
|             | منظمة التجارة العالمية                           | ?                     | 11 ديسمبر 2001     |
|             | وكالة ضمان الاستثمار متعدد الأطراف               | 10 فبراير 1999        | 30 أبريل 1988      |
|             | الاتحاد الدولي للاتصالات                         | 27 مايو 1878          | 1 سبتمبر 1920      |
|             | مؤسسة التمويل الدولية                            | 20 يوليو 1956         | 15 يناير 1969      |
|             | مجموعة الموردين النوويين                         | ?                     | ?                  |
|             | الفريق المعني برصد الأرض                         | ?                     | ?                  |
|             | منظمة حظر الأسلحة الكيميائية                     | ?                     | ?                  |
|             | المركز الدولي لتسوية المنازعات الاستشارية        | 1 يونيو 1991          | 6 فبراير 1993      |

## أعلام
هذه قائمة لبعض الشخصيات التي تربطها علاقات بالبلدين:
- تيرنس تاو (رياضياتي أسترالي، 17 يوليو 1975 – )
- جيمس وان (27 فبراير 1977 – )
- كاثي فريمان (16 فبراير 1973[55][56][57] – )

## وصلات خارجية
- موقع وزارة الخارجية الأسترالية
- موقع وزارة الخارجية الصينية